# えびの中継局
えびの中継局（えびのちゅうけいきょく）は、宮崎県えびの市にあるテレビ放送の中継局である。

## 概要
えびの高原の一部地域（韓国岳北西部）を放送区域としている。

## 放送設備

### 地上デジタルテレビ放送
所在地：宮崎県えびの市末永（えびの高原）
| ID | 放送局名       | 物理 チャンネル | 空中線 電力 | ERP  | 放送 対象地域 | 放送区域 内世帯数 | 運用 開始日     |
| -- | -------------- | --------------- | ----------- | ---- | ------------- | ----------------- | --------------- |
| 1  | NHK 宮崎総合   | 45ch            | 10mW        | 26mW | 宮崎県        | 9世帯             | 2010年 12月27日 |
| 2  | NHK 宮崎教育   | 43ch            | 10mW        | 26mW | 全国          | 9世帯             | 2010年 12月27日 |
| 3  | UMK テレビ宮崎 | 49ch            | 10mW        | 26mW | 宮崎県        | 9世帯             | 2010年 12月27日 |
| 6  | MRT 宮崎放送   | 47ch            | 10mW        | 26mW | 宮崎県        | 9世帯             | 2010年 12月27日 |

#### 補足
- 2010年10月29日予備免許交付、同11月16日試験放送開始、同12月27日本放送開始[6]。

### 地上アナログテレビ放送（運用終了）
所在地：《VHF》宮崎県えびの市末永（白鳥山）《UHF》宮崎県えびの市末永（不動池南西）
- 出力：0.1W
- NHK宮崎 総合 9ch+
- NHK宮崎 教育 4ch
- UMKテレビ宮崎 62ch
- MRT宮崎放送 11ch

※地上アナログテレビジョン放送は､2011年（平成23年）7月24日までに全局放送終了。